# Valérie Loker
Valérie „Val“ Loker (* 1. Mai 1980 in Brantford) ist eine kanadische Badmintonspielerin. 

## Karriere
Val Loker nahm 2008 im Mixed an Olympia teil. Sie verlor dabei mit Mike Beres gleich in Runde eins und wurde somit 9. in der Endabrechnung. Bereits 2004 hatte sie die Boston Open gewonnen. 2005 gewann sie die Carebaco-Meisterschaft und ein Jahr später ihren ersten kanadischen Titel. 2007 siegte sie bei den Peru International.

## Sportliche Erfolge
| Saison | Veranstaltung                 | Disziplin   | Platz | Name                               |
| ------ | ----------------------------- | ----------- | ----- | ---------------------------------- |
| 1996   | Kanada: Jugendmeisterschaften | Damendoppel | 1     | E. Chow / Valérie Loker, ON        |
| 2004   | Boston Open                   | Damendoppel | 1     | Valerie Loker / Valerie St-Jacques |
| 2005   | Carebaco-Meisterschaft        | Mixed       | 1     | Mike Beres / Val Loker             |
| 2006   | Kanada: Einzelmeisterschaften | Mixed       | 1     | Mike Beres / Val Loker             |
| 2007   | Peru International            | Mixed       | 1     | Mike Beres / Val Loker             |
| 2007   | Kanada: Einzelmeisterschaften | Mixed       | 1     | Mike Beres / Val Loker             |
| 2007   | Panamerikaspiele              | Mixed       | 2     | Mike Beres / Val Loker             |
| 2007   | Panamerikameisterschaft       | Mixed       | 2     | Mike Beres / Val Loker             |
| 2008   | Panamerikameisterschaft       | Mixed       | 2     | Toby Ng / Val Loker                |
| 2008   | Panamerikameisterschaft       | Damendoppel | 2     | Fiona McKee / Val Loker            |
| 2008   | Kanada: Einzelmeisterschaften | Damendoppel | 1     | Milaine Cloutier / Valérie Loker   |
| 2008   | Olympia                       | Mixed       | 9     | Mike Beres / Val Loker             |